# FC Happy End Camenca
Happy End Camenca a fost un club de fotbal din Camenca, Republica Moldova. El a fost fondat în anul 1999, în sezonul 2001-2002 a evoluat în Divizia Națională, și în anul 2002 s-a desființat.

## Evoluția în campionatul Moldovei
Evoluția all-time a echipei Happy End Camenca în cadrul campionatului Moldovei la fotbal.
| Sezon     | Liga | Poz. | M  | V  | E | Î  | GM | GP | P  | Cupa | Note          |
| --------- | ---- | ---- | -- | -- | - | -- | -- | -- | -- | ---- | ------------- |
| 1999-2000 | B    | 1    | 22 | 20 | 1 | 1  | 88 | 13 | 61 |      | a promovat    |
| 2000-2001 | A    | 2    | 30 | 22 | 2 | 6  | 75 | 21 | 68 |      | a promovat    |
| 2001-2002 | DN   | 8    | 28 | 3  | 6 | 19 | 23 | 69 | 15 |      | a retrogradat |